# 프린세스 윗치즈
프린세스 윗치즈(일본어: プリンセスうぃっちぃず, PRINCESS WITCHES 또는 a princess, which is?)는 일본의 파자마소프트사에서 2005년 5월 27일 발매한 성인용 게임으로서 DVD-ROM 1장으로 출시되었다.

## 개요
어느날 밤 일어난 일을 계기로 주인공 마사키가 마녀계의 소동에 휘말려가는 「두근두근 마녀 배틀 어드벤처」. 전반은 주로 학원에서의 시끌벅적 코믹컬한 전개가 주로 되지만, 후반은 마녀계에서의 시리어스한 전개가 주가 된다. 어드벤처 파트에서의 다채로운 CG효과와 게이머를 불타오르게 하면서 반전도 잊지 않는 스토리전개는 상당히 인상적인 요소라 할 수 있으며 특히 본 게임의 큰 주목점이라 할 수 있는 마녀 배틀은 몰입도가 상당하여 많은 게이머들의 호평을 받은바 있다. 참고로 본 게임의 영문 제목은 2가지 제목이 있지만 양방모두 정식 제목으로 인정받고 있으며 여담이지만 일본의 미소녀 성인 게임 잡지 테크자이안에서 실시한 2005년 상반기 에로게 랭킹에서 종합순위 2위를 차지한바 있다.

### 게임 시스템
본 게임의 큰 주목점이라 하면 단연 마녀 배틀을 꼽을 수 있다. 이것은 불(화)/전기(뇌)/물(수) 속성과 소마법/대마법 등의 카드를 적절히 조합하여 상대를 쓰러트리는 카드 배틀로 카드의 조합과 연쇄등의 여러요소에 따라 득점 보너스의 변화가 많아지기 때문에 파고들 요소가 상당히 많아진다. 그리고 마녀 배틀의 경우 게임 클리어 후 별도로 플레이가 가능하고 하드 난이도 등장 및 하이 스코어가 남는 등의 까닭으로 상당한 몰입도를 이끌어 내는 데 성공하였다. 본 게임에서는 또한 어드벤처 파트에서의 선택지 선택에 따라 히로인의 호감도가 변화하는 「고키겡도 시스템」이란 시스템도 있다. 이는 히로인의 고키겡도를 잘 올리면 바로 뒤에 펼쳐지는 마녀 배틀에서 히로인의 필살기 발동확률이 올라가는 시스템이다.

## 등장인물
성우이름에 대해선 성우가 2명일 경우 PC 게임·드라마CD1·2/드라마 CD3의 순서로 기입한다.

### 주인공
미도 마사키 (일본어: 御堂真樹)
성우:히카루(PC 게임)/미도리카와 히카루(드라마 CD3)(게임, 드라마CD 동일)
이 게임의 주인공. 히어로(영웅)이 되는 것이 일생의 꿈이며 성격도 열혈 그 자체다. 속성은 마녀가 아니라 없지만 대신 상대방의 마법을 검으로 반사시킬 수 있다.

### 히로인
크루루(크루셴느 루셀)(일본어: クルシェンヌ ルーセル)
성우:오오나미 코나미(PC 게임·드라마 CD1·2)/하타미야 카노코(드라마 CD3)(게임, 드라마CD 동일)
본 게임의 메인 히로인. 마녀계의 프린세스로 인간계에서 나타나는 마지몬을 퇴치하기 위해 인간계로 내려왔다. 어느 날 밤의 사건에 의해 주인공 마사키에게 마력을 흡수당하여 마사키와 행동을 같이 하게 된다. 속성은 빛의 마녀로 모든 속성의 마법을 자유롭게 구사할 수 있다.
위원장 (일본어: 委員長)
성우:테즈카 마키(PC 게임·드라마 CD1·2)/나바타메 히토미(드라마 CD3)(게임, 드라마CD 동일)
본 게임의 메인 히로인. 주인공의 클래스메이트로 실제 이름은 불명. 출생에 비밀이 있는 듯하다. 위원장이라 불리고 있지만 실은 생도회서기. 실은 주인공이 고백 하였을 때 대답을 하지 않은 상태이며 그에게 마음을 품고 있다. 속성은 밝혀지지 않은 상태이며 모든 속성의 마법을 구사 가능하나 전투 시 턴마다 사용 가능한 마법 속성이 랜덤으로 정해진다.
스즈미야 링고 (일본어: 雀宮林檎)
성우:아사미야 사키(PC 게임·드라마 CD1·2)/칸다 리에(드라마 CD3)(게임, 드라마CD 동일)
본 게임의 히로인으로 별도의 엔딩을 가지고 있다. 주인공과는 소꿉친구 사이이며 스즈미야 신사에서 무녀일도 하고 있다. 네명의 히로인중에선 제일 보통사람과 가깝다. 속성은 물의 마녀로 물속성의 마법을 구사할 수 있다.
카스가 카렌 (일본어: 春日かれん)
성우:호쿠토 미나미(PC 게임·드라마 CD1·2)/히토미(드라마 CD3)(게임, 드라마CD 동일)
어느날 갑자기 전학해 온 신비한 소녀. 과묵한 편이지만 팥도너츠를 무척 좋아하는 귀여운 일면도 가지고 있다. 속성은 불의 마녀로 불속성의 마법을 구사할 수 있다.

### 서브 캐릭터
리리안 선생(リリアン先生)
성우:友里杏(PC 게임·드라마 CD1·2)/코야마 키미코(드라마 CD3)(게임, 드라마CD 동일)
크로켓을 지나치게 먹어서 입원한 나카츠 선생을 대신해 학원에 온 비상근교사. 미술 선생이지만 제대로 수업을 한 적은 별로 없다. 미술실에서 밤이면 밤마다 뭔가 만드는 듯한 상당히 수상한 캐릭터이기도 하다. 공략불가 캐릭터.
리리안 치롤(リリアン チロル)
마녀 위원회의 앞에 나타난 자칭「극악마녀」. 누가 어떻게 보더라도 리리안 선생과 동일인물이지만, 본인을 포함해 어느 누구도 이 사실에 대해 확 눈치채지 않는다.
스즈미야 이치고 (일본어: 雀宮一恋)
성우:友里杏(PC 게임·드라마 CD1·2)/코야마 키미코(드라마 CD3)(게임, 드라마CD 동일)
린고의 여동생으로 동일 제작팀의 작품인 파티시에 냥코에서 등장한 바 있다. 본 작품에선 무녀 복장으로 출연하며 공략불가 캐릭터.
미케(ミケ)
성우:오오나미 코나미
크루루의 사역마.
함츄(ハムチュウ)
성우:테즈카 마키
위원장의 사역마로 햄스터.
키치에몬(キチえもん)
성우:아사미야 사키
린고의 사역마로 펭귄.
베르날드(ベルナルド)
성우:호쿠토 미나미
카렌의 사역마로 아기 용.
신시아 루셀(シンシア・ルーセル)
성우:杉沢結花
마녀계를 다스리는 빛의 여왕. 크루루의 어머니이기도 하다.
세실리아 뮤즈리(セシリア・ミューズリー)
성우:키무라 아야카
크루루의 보호자 역할을 맡고 있는 마녀.
메이비즈 윈스렛(メイヴィス・ウィンスレット)
성우:미사키 리나
마녀계의 중심에서 상당히 떨어진 지역에서 조용히 살고있는 마녀. 실은 카렌의 어머니이면서, 리리안의 스승이기도 하다.
쵸코리엘(チョコリエール)
성우:友里杏
리리안의 사역마로 검은 아기 돼지.
아스나(アスナ)
성우:나카야마 메구미
마사키가 가진 검「마사무네」의 본래의 모습인「아스라나」가 의인화 된 모습.

## 게임 정보

### 스탭
- 원화 : 칸나기레이
- 시나리오 : 시게다
- 음악 : 아메디오

### 주제가
- 오프닝곡1：「I'll try my best!!」
노래:中山マミ＆U-KO
작곡·편곡:Angel Note
※ 린고 엔딩 및 영웅편 엔딩곡으로도 사용
- 오프닝곡2：「Refrain」
노래:NANA

### 초회판/통상판특전
- 호화초회판의 특전으로 프린세스 윗치즈 제작팀의 전작 파티시에 냥코의 DVD판이 들어가 있다.
- 통상판 특전으로는 마녀 배틀 로딩시 등장하는 마녀 카드(총 5매)가 들어가 있다. 참고로 마녀 카드의 디자인은 카드캡터 사쿠라의 크로우 카드를 디자인한 디자이너가 디자인하였다.

### 초회생산판회수
2005년 6월에 일본의 컴퓨터 소프트웨어 윤리기구의 심사기준을 위반하는 표현이 있어서 초회생산판의 자주회수가 이뤄졌다(여학교생(女子校生)으로 표현될 부분을 여고생(女子高生)으로 표현하였다).

### 타 작품과의 관련성
- 같은 제작진의 전작 파티시에 냥코의 스즈미야 이치고가 게스트 캐릭터로 등장하며 그녀의 언니인 스즈미야 링고의 경우 정식 히로인으로 등장.
- 동 제작진의 후속작 트윙클☆크루세이더스의 특정 엔딩에서 리리안 치롤과 메이비즈가 등장한다. 참고로 본작에서 상사 관계인 리리안 치롤과 메이비즈의 성우 코야마 키미코와 이토 시즈카의 경우 트윙클☆크루세이더스에서 다시 친구 관계의 캐릭터로 함께 출연하며 라디오 진행도 같이 한바 있다.

## 관련 상품

### 관련 서적
- 무크
  - 프린세스 윗치즈 공식 비주얼 북 (카도카와 서점 · ISBN 9784047071926)
캐릭터 소개,게임 배경 설명, 게임 공략 등 수록
- 소설

### CD
- 프린세스 윗치즈 Original SoundTracks(파자마소프트)

CD 2장(학원편, 마계편). 코미케 한정으로 호화패키지판도 발매되었다.